# Christoph Ransmayr
Christoph Ransmayr (n. 20 martie 1954, Wels, Austria Superioară, Austria) este un scriitor de  literatură științifico-fantastică austriac.

## Lucrări scrise
- Strahlender Untergang. (Zusammen mit Willy Puchner.) Brandstätter, Wien 1982, ISBN 3-85447-006-1. Neuausgabe: Fischer, Frankfurt am Main 2000, ISBN 3-10-062923-X.
- Die Schrecken des Eises und der Finsternis. Brandstätter, Wien, München 1984, ISBN 3-85447-043-6.
- Die letzte Welt. Greno, Nördlingen 1988, ISBN 3-89190-244-1, Reihe Die Andere Bibliothek
- Przemyśl Ein mitteleuropäisches Lehrstück. 1994
- Morbus Kitahara. S. Fischer, Frankfurt am Main 1995, ISBN 3-10-062908-6.
- Der Weg nach Surabaya. Fischer, Frankfurt am Main 1997, ISBN 3-10-062916-7.
- Die dritte Luft, oder Eine Bühne am Meer. Fischer, Frankfurt am Main 1997, ISBN 3-10-062920-5. Rede zur Eröffnung der Salzburger Festspiele 1997
- Die Unsichtbare. Tirade an drei Stränden. Fischer, Frankfurt am Main 2001, ISBN 3-10-062924-8.
- Der Ungeborene, oder Die Himmelsareale des Anselm Kiefer. Fischer, Frankfurt am Main 2002, ISBN 3-10-062925-6.
- Die Verbeugung des Riesen. Vom Erzählen. Fischer, Frankfurt am Main 2003, ISBN 3-10-062926-4.
- Geständnisse eines Touristen. Ein Verhör. Fischer, Frankfurt am Main 2004, ISBN 3-10-062927-2.
- Der fliegende Berg. S. Fischer, Frankfurt am Main 2006, ISBN 978-3-10-062936-4.
- Damen & Herren unter Wasser. (Zusammen mit Manfred Wakolbinger.) S. Fischer, Frankfurt am Main 2007, ISBN 978-3-10-062937-1.
- Odysseus, Verbrecher. Schauspiel einer Heimkehr. In: RUHR.2010, Uwe B. Carstensen, Stefanie von Lieven (Hg.): Theater Theater. Odyssee Europa. Aktuelle Stücke 20/10. Fischer Taschenbuch Verlag, Frankfurt am Main 2010, ISBN 978-3-596-18540-5. S. 337–428. / Einzelausgabe: S. Fischer, Frankfurt am Main 2010, ISBN 978-3-10-062945-6.
- Der Wolfsjäger. Drei polnische Duette. (Zusammen mit Martin Pollack.) S. Fischer, Frankfurt am Main 2011, ISBN 978-3-10-062950-0.
- Atlas eines ängstlichen Mannes S. Fischer, Frankfurt am Main 2012, ISBN 978-3-10-062951-7.
- Gerede: Elf Ansprachen, S. Fischer, Frankfurt am Main 2014, ISBN 978-3-10-062952-4.
- Cox oder Der Lauf der Zeit, S. Fischer, Frankfurt am Main 2016, ISBN 978-3-10-082951-1

## Vezi și
- Listă de scriitori de literatură științifico-fantastică
- Listă de scriitori de limbă germană
- Științifico-fantasticul în Austria